# Pachydota albiceps
Pachydota albiceps är en fjärilsart som beskrevs av Walker 1856. Pachydota albiceps ingår i släktet Pachydota och familjen björnspinnare. Inga underarter finns listade i Catalogue of Life.